# 2010年亚洲运动会印度代表团
2010年亚洲运动会印度代表团共604名运动员，其中男选手344名，女选手260名。
奖牌榜：
| 名次 | 代表团 | 金牌 | 银牌 | 铜牌 | 总数 |
| ---- | ------ | ---- | ---- | ---- | ---- |
| 6    | 印度   | 14   | 17   | 33   | 64   |

## 獎牌統計

### 獎牌榜
| 比賽項目 | 金牌 | 銀牌 | 銅牌 | 總數 |
| 田径     | 5    | 2    | 4    | 11   |
| 拳击     | 2    | 3    | 4    | 9    |
| 网球     | 2    | 1    | 2    | 5    |
| 卡巴迪   | 2    | 0    | 0    | 2    |
| 射击     | 1    | 3    | 4    | 8    |
| 赛艇     | 1    | 3    | 1    | 5    |
| 台球     | 1    | 1    | 2    | 4    |
| 射箭     | 0    | 1    | 2    | 3    |
| 武术     | 0    | 1    | 1    | 2    |
| 高尔夫球 | 0    | 1    | 0    | 1    |
| 帆船     | 0    | 1    | 0    | 1    |
| 壁球     | 0    | 0    | 3    | 3    |
| 摔跤     | 0    | 0    | 3    | 3    |
| 国际象棋 | 0    | 0    | 2    | 2    |
| 轮滑     | 0    | 0    | 2    | 2    |
| 游泳     | 0    | 0    | 1    | 1    |
| 体操     | 0    | 0    | 1    | 1    |
| 曲棍球   | 0    | 0    | 1    | 1    |
| 總計     | 14   | 17   | 33   | 64   |

### 奖牌获得者

#### 金牌
1. 维金德尔-R：拳击 - 男子75公斤级
2. 曼吉特-考尔、西尼-乔斯、阿什维尼-奇达南达-阿昆吉、曼迪普-考尔：田径 - 女子4×400米接力
3. 印度男子卡巴迪队：卡巴迪 - 男子
4. 印度女子卡巴迪队：卡巴迪 - 女子
5. 克里尚-维卡斯：拳击 - 男子60公斤级
6. 约瑟夫-加纳帕蒂普拉卡尔-亚伯拉罕：田径 - 男子400米栏
7. 阿什维尼-奇达南达-阿昆吉：田径 - 女子400米栏
8. 索姆德夫-基肖尔-德瓦尔曼：网球 - 男子单打
9. 德瓦尔曼、辛格：网球 - 男子双打
10. 苏达-辛格：田径 - 女子3000米障碍赛
11. 普里贾-斯里达兰：田径 - 女子10000米
12. 龙詹-索迪：射击 - 男子双多向飞碟
13. 巴杰朗-拉尔-塔卡尔：赛艇 - 男子单人双桨
14. 潘卡杰-阿德瓦尼：台球 - 男子比利单打

#### 银牌
1. 曼普里特-辛格：拳击 - 男子91公斤级
2. 桑托什-库马尔-维罗图：拳击 - 男子64公斤级
3. 普里贾-斯里达兰：田径 - 女子5000米
4. 迪内希-库马尔：拳击 - 男子81公斤级
5. 塔伦迪普-拉伊：射箭 - 男子个人
6. 米尔扎、维什努瓦尔丹：网球 - 混合双打
7. 卡维塔-劳特：田径 - 女子10000米
8. 印度帆船队：帆船 - 公开对抗赛
9. 查达、洛汉、巴贾杰、拉希德-汗：高尔夫 - 男子团体
10. 印度赛艇队：赛艇 - 男子八人单桨有舵手
11. 马纳夫吉特、曼谢尔、佐拉瓦尔：射击 - 男子飞碟多向团体
12. 普哈纳、普拉瓦-明兹：赛艇 - 女子双人单桨无舵手
13. 桑迪亚拉妮-黛维-旺格凯姆：武术 - 女子散手60公斤级
14. 麦钱特、梅赫塔：台球 - 男子斯诺克团体
15. 希娜-西杜、阿努-拉杰-辛格、索尼娅-拉伊：射击 - 女子10米气手枪团体
16. 加甘-纳朗：射击 - 男子10米气步枪
17. 宾德拉、拉杰普特、纳朗：射击 - 男子10米气步枪团体

#### 铜牌
1. 印度男子国际象棋队：国际象棋 - 男子团体
2. 卡维塔-劳特：田径 - 女子5000米
3. 阿瓦妮-巴拉特-库马尔-潘恰尔/阿努普-库马尔-亚马：轮滑 - 花样轮滑双人滑
4. 阿努普-库马尔-亚马：轮滑 - 花样轮滑男子单人
5. 廷图-卢卡：田径 - 女子800米
6. 毛萨姆-卡特里：摔跤 - 男子自由式96公斤级
7. 印度男子曲棍球队：曲棍球 - 男子
8. 帕拉姆吉特-萨莫塔：拳击 - 男子91公斤以上级
9. 赫芒格特-琼格内江格-玛丽-科姆：拳击 - 女子48-51公斤级
10. 桑杜、詹格拉、戈萨尔、苏奇德：壁球 - 男子团体
11. 苏兰乔伊-辛格-马英格巴姆：拳击 - 男子52公斤级
12. 卡维塔-戈亚特：拳击 - 女子69-75公斤级
13. 阿兰卡莫尼、万加拉、帕利卡尔、奇纳帕：壁球 - 女子团体
14. 普拉米拉-加纳帕蒂-古丹达：田径 - 女子七项全能
15. 克里希纳-普尼亚：田径 - 女子铁饼
16. 班纳吉、钱皮亚、塔卢克达尔：射箭 - 男子团体
17. 苏尼尔库马尔-拉纳：摔跤 - 男子古典式66公斤级
18. 拉温德-辛格：摔跤 - 男子古典式60公斤级
19. 印度女子射箭队：射箭 - 女子团体
20. 萨尼娅-米尔扎：网球 - 女子单打
21. 索迪、诺里亚、巴特纳格尔：射击 - 男子飞碟双多向团体
22. 绍劳-戈萨尔：壁球 - 男子单打
23. 比莫尔吉特-辛格-马扬格兰巴姆：武术 - 男子散手60公斤级
24. 阿希什-库马尔：体操 - 男子自由操
25. 维尔达瓦尔-弗克拉姆-卡德：游泳 - 男子50米蝶泳
26. 哈里卡-德罗纳瓦利：国际象棋 - 女子个人
27. 印度男子网球队：网球 - 男子团体
28. 库马尔：台球 - 男子美式8球单打
29. 维贾伊-库马尔：射击 - 男子10米气手枪
30. 阿迪蒂亚-阿内哈尔-梅赫塔：台球 - 男子斯诺克个人赛
31. 马纳夫吉特、曼谢尔、佐拉瓦尔：射击 - 男子飞碟多向团体
32. 普哈纳、普拉瓦-明兹：赛艇 - 女子双人单桨无舵手
33. 维贾伊-库马尔：射击 - 男子25米中心发火手枪